# 赤坂山
赤坂山（あかさかやま）は、滋賀県高島市と福井県三方郡美浜町の境界にある山である。
関西百名山の一つであり、「花の山」として多くの登山客が訪れる。

## 概要
野坂山地に位置する山で、標高は823.6mである。高島トレイルの一角を担い、景観の良さから多くの登山客が訪れる。山頂は県境となっており、尾根沿いに縦走する高島トレイルと共に近畿の登山家にはよく知られている。尾根沿いを越える峠としては黒河峠や粟柄越などがある。花の山として有名で、ツツジやスミレ、カタクリなども自生しているなど植物が自然の姿を保つ緑豊かな山である。

## 登山口
登山口は2ヶ所のみで一度登ったら引き返すか、山頂まで登るしか降りる方法がない。
- 滋賀県高島市マキノ町牧野：マキノ高原キャンプ場裏手より
- 福井県敦賀市山・滋賀県高島市マキノ町白谷:黒河林道とマキノ林道の接続地点である黒河峠より

## 景勝地
- 明王の禿 - 花崗岩が風化した岩塊、稜線伝いにあり琵琶湖が展望でき、麓から明瞭に確認もできる。

## 高島トレイル
- 黒河峠
- 三国山
- 粟柄越
- 真柄越
- 大谷山

## アクセス
滋賀県側より
- 国道161号 - 滋賀県道287号 - 滋賀県道533号 - マキノ高原キャンプ場 - 登山口

福井県側より
- 国道27号 - 福井県道225号 - 福井県道211号 - 黒河林道 - 黒河峠 - 登山口